# Kościół Świętych Apostołów Piotra i Pawła w Międzyrzecu Podlaskim
Kościół pod wezwaniem Świętych Apostołów Piotra i Pawła w Międzyrzecu Podlaskim – kościół parafialny parafii Świętych Apostołów Piotra i Pawła w Międzyrzecu Podlaskim.

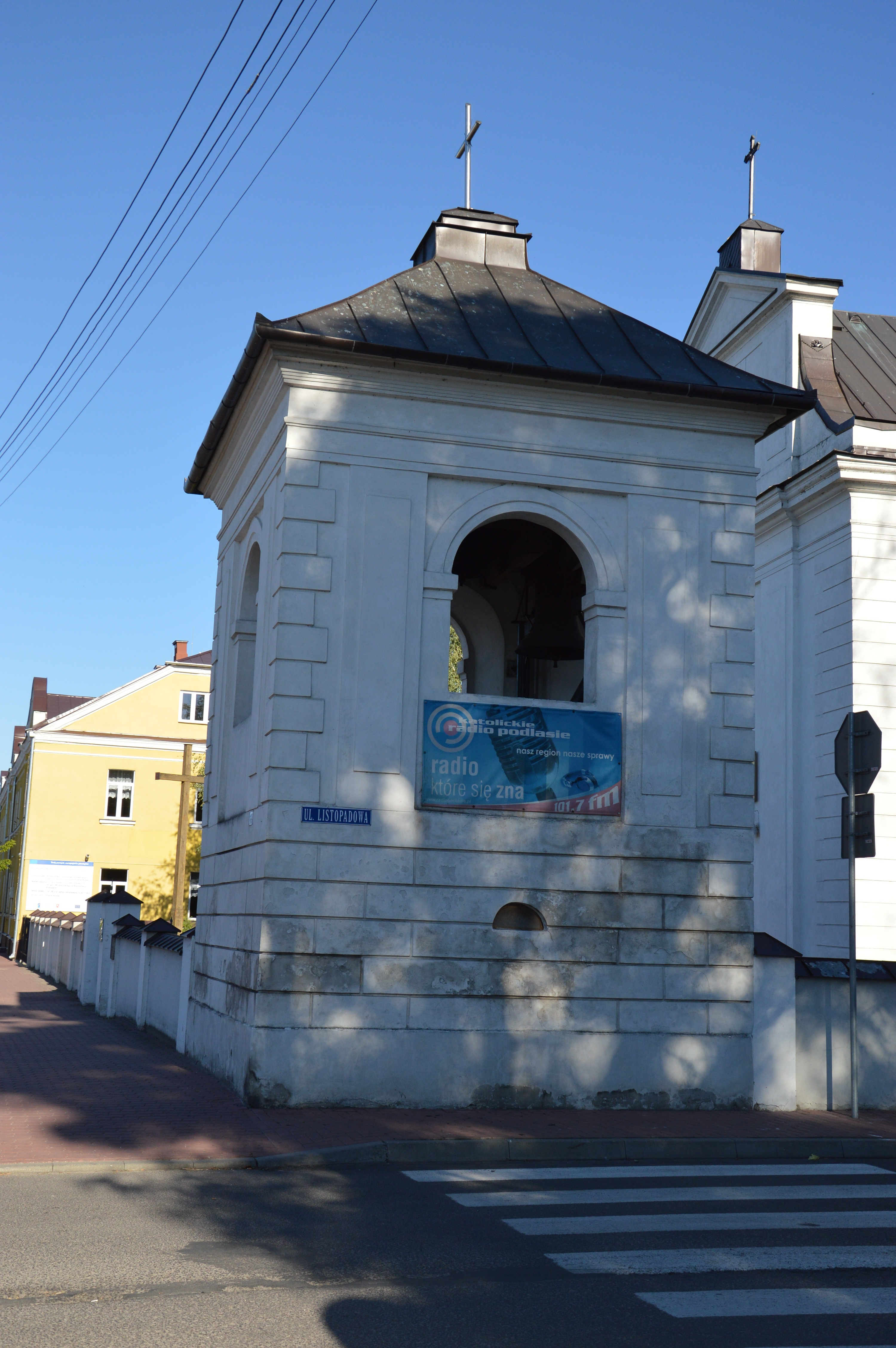
Dzwonnica

Kościół murowany wzniesiony w latach 1772–74 z fundacji księcia Augusta Czartoryskiego. Pierwotnie była to cerkiew unicka. Po kasacie unickiej diecezji chełmskiej została zaadaptowana na cerkiew prawosławną, a w roku 1921 obiekt został zrewindykowany na rzecz Kościoła rzymskokatolickiego jako kościół rektorski. Budowla w stylu barokowo-klasycystycznym.
Parafia erygowana została w roku 1994. Na plebanii odbywają się lekcje religii dla uczniów międzyrzeckiego Liceum Ogólnokształcącego im. gen. Władysława Sikorskiego.